# Kim Wilson
Kim Wilson (Detroit, 6 gennaio 1951) è un armonicista e cantante statunitense, leader dei Fabulous Thunderbirds.

## Discografia

### Solista
- Tigerman (1993)
- That's Life (1994)
- My Blues (1997)
- Smokin' Joint (2001)
- Looking for Trouble (2003)
- My Blues Sessions: Kim's Mix, Volume I (2006)

### Collaborazioni
- James Cotton – & Friends
- Bonnie Raitt – Road Tested – 1995
- Kid Ramos – Kid Ramos – 1999
- Big Jack Johnson – The Memphis Barbecue Sessions – 2002
- JW-Jones – Bogart's Bounce – 2002
- JW-Jones – My Kind of Evil – 2004
- Wentus Blues Band –  Family Album – 2004
- Barrelhouse Chuck – Got My Eyes On You – 2007
- Omar Kent Dykes & Jimmie Vaughan – Jimmy Reed Highway – 2007
- Louisiana Red - Back to the Black Bayou - 2008
- Elvin Bishop – The Blues Rolls On – 2008
- Eric Clapton – Clapton – 2010
- Mark Knopfler – Privateering – 2012